# Caridina breviata
Caridina breviata N.K. Ng & Cai è un gamberetto di acqua dolce appartenente alla famiglia Atyidae proveniente dal sud della Cina.

## Distribuzione e habitat
La specie è stata trovata solo in un torrente nelle colline della provincia cinese di Guangdong.

## Conservazione
Per la ristrettezza del suo areale, la lista rossa IUCN classifica Caridina breviata come specie vulnerabile.